# Boqueixón
Boqueixón és un municipi de la província de la Corunya a Galícia. Pertany a la Comarca de Santiago. Limita amb els municipis de Santiago de Compostel·la, Vedra, Touro i Vila de Cruces.
| 4.232 | 4.432 | 5.062 | 5.511 | 4.337 |
| Fonts: INE i IGE (Els criteris de registre censal variaren i les dades de l'INE i de l'IGE poden no coincidir.) |       |       |       |       |

## Parròquies
- Boqueixón (San Vicente)
- Codeso (Santaia)
- Donas (San Pedro)
- Gastrar (Santa Mariña)
- A Granxa (San Lourenzo)
- Lamas (Santa María)
- Ledesma (San Salvador)
- Lestedo (Santa María)
- Loureda (San Pedro)
- Oural (Santa María)
- Pousada (San Lourenzo)
- Sergude (San Breixo)
- Sucira (Santa Mariña)
- Vigo (Santa Baia)

## Galeria d'imatges

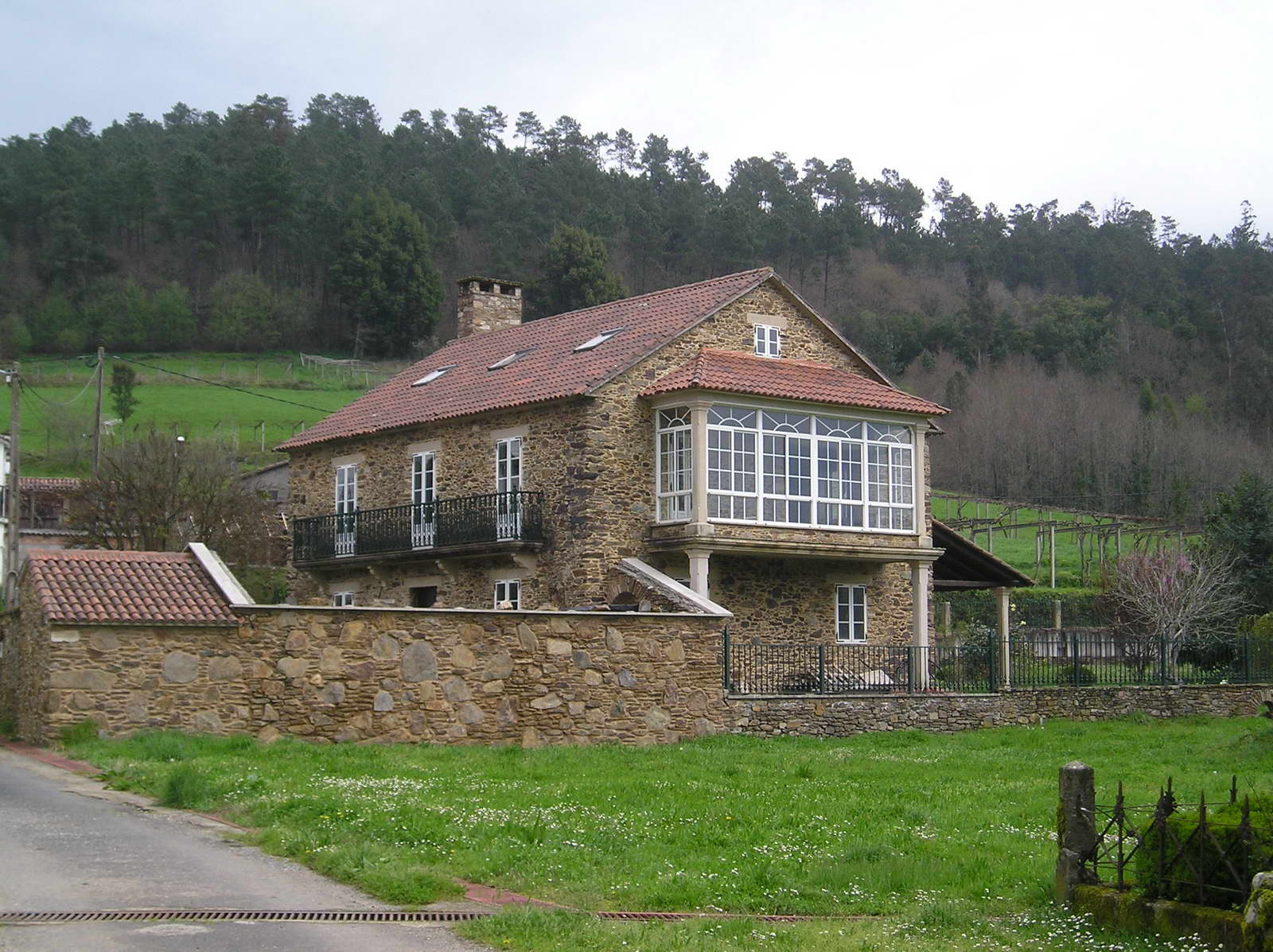
Casa particular
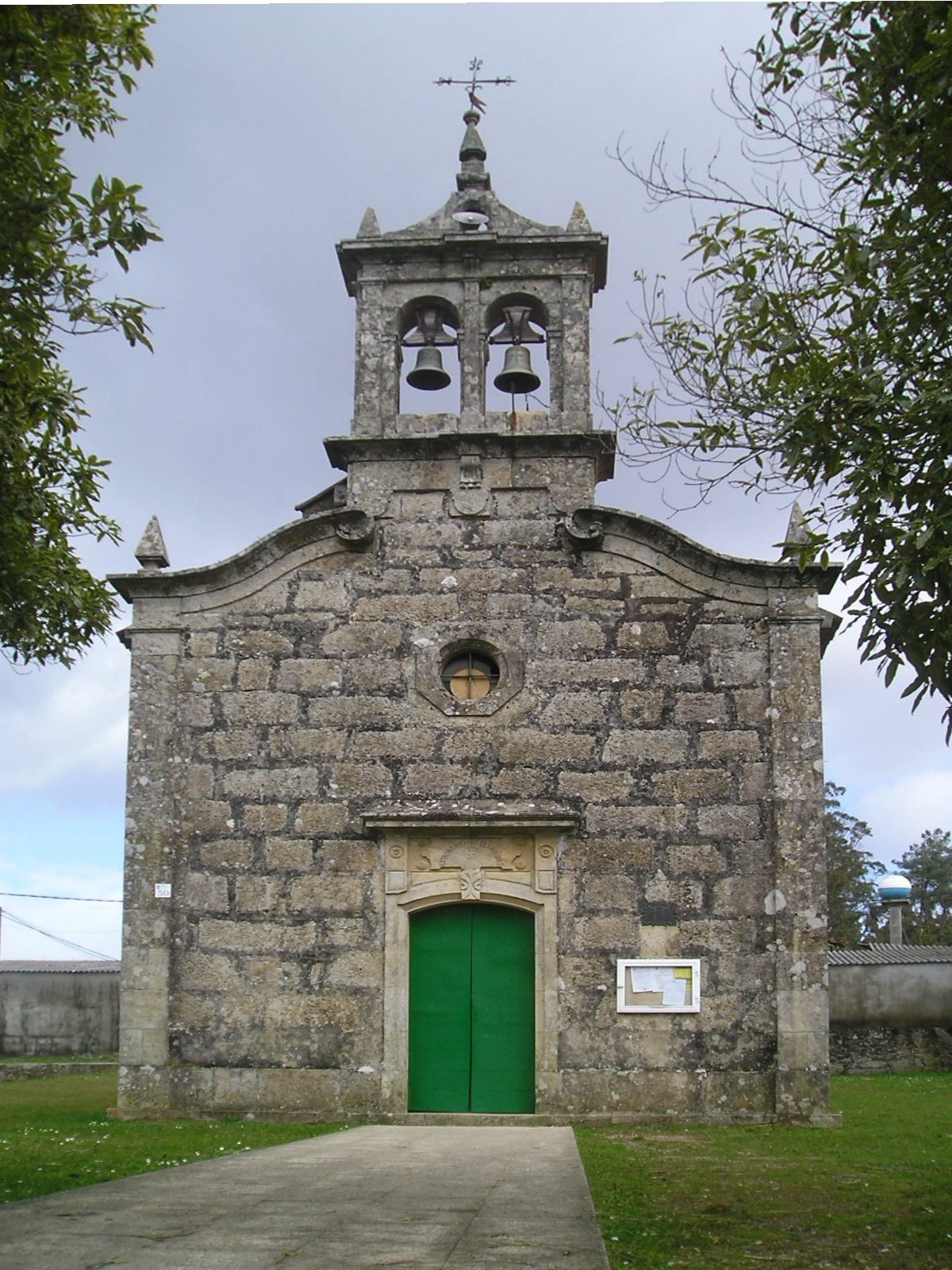
Església de Nosa Señora de Lourdes
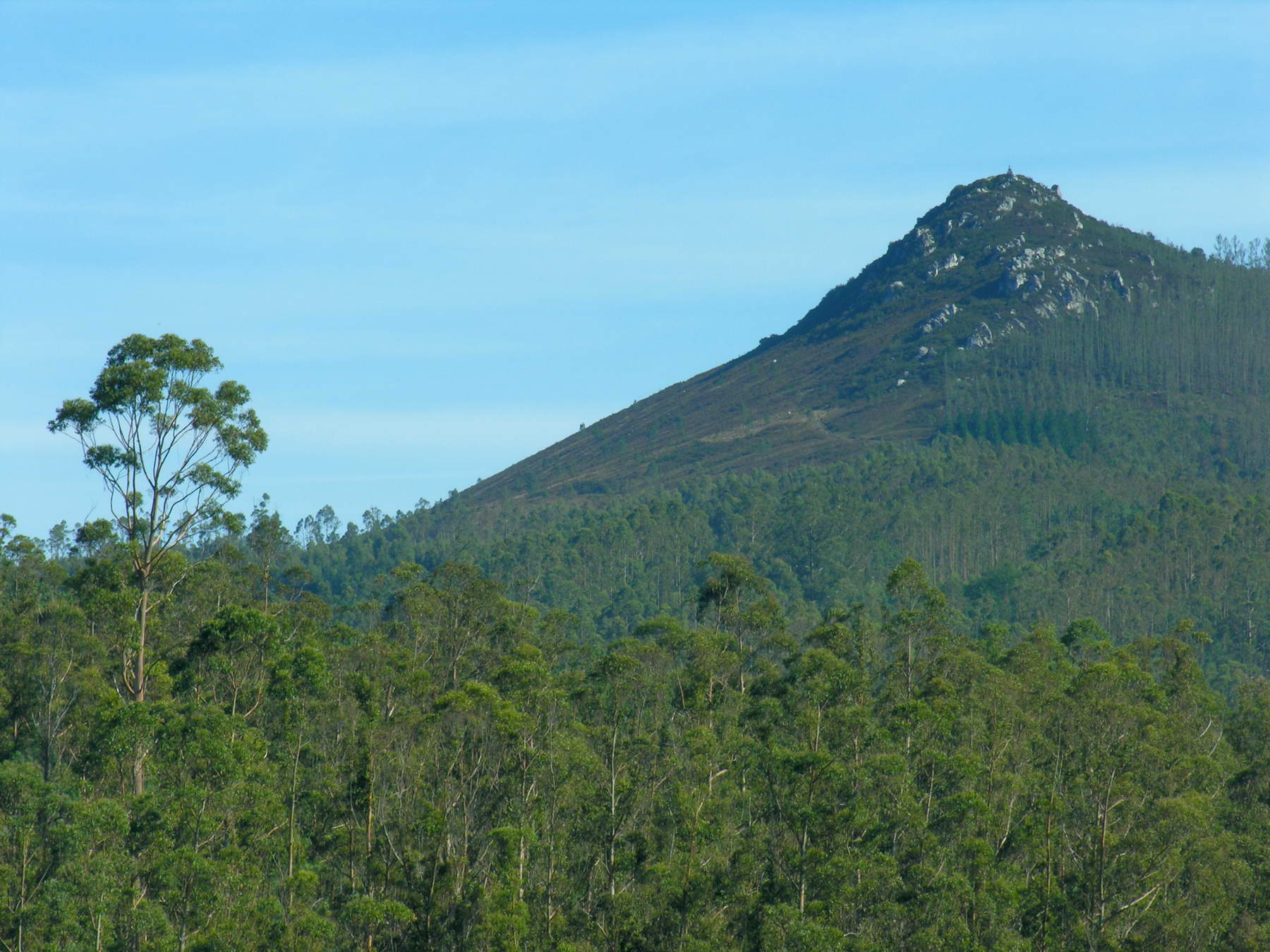
Pico Sacro
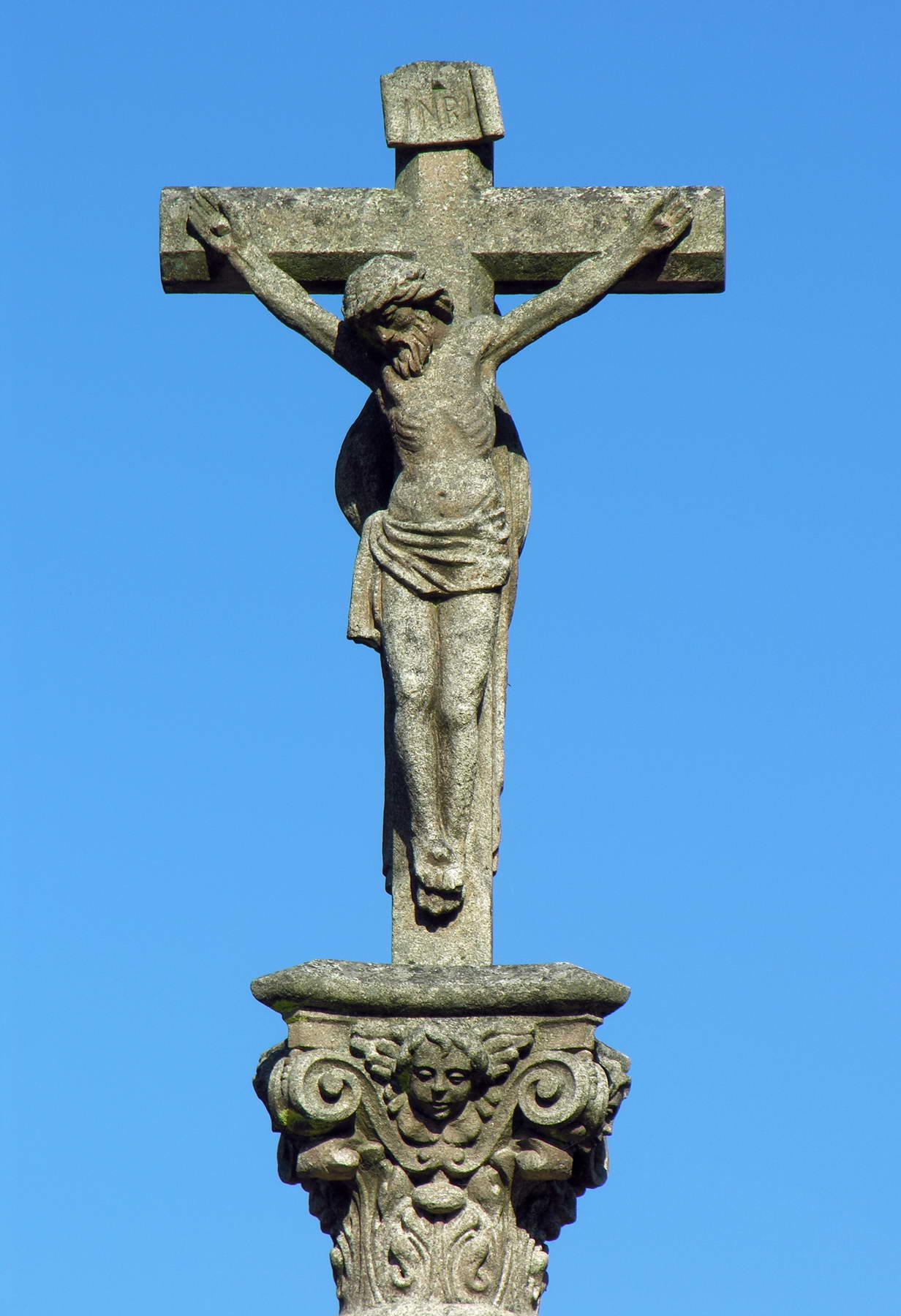
Cruceiro